# ایتسوکی انوموتو
ایتسوکی انوموتو (ژاپنی: 榎本 樹؛ زادهٔ ۴ ژوئن ۲۰۰۰) یک بازیکن فوتبال اهل ژاپن است.
از باشگاه‌هایی که در آن بازی کرده‌است می‌توان به باشگاه فوتبال ماتسوموتو یاماگا و باشگاه فوتبال تسپاکوستاسو گونما اشاره کرد.